# 愛媛県美術館
愛媛県美術館（えひめけんびじゅつかん）は、愛媛県松山市堀之内にある美術館。1998年に開館。前身は1970年開館の愛媛県立美術館。

## 施設概要
本館
1階は企画展示室・講堂・ハイビジョンギャラリー・喫茶室・図書コーナーがあり、2階には常設展示室・特別展示室・研修室がある。
南館
- 1970年3月に前身の愛媛県立美術館として開館[3]、1階から3階までは県民ギャラリーがあり、他に県民アトリエ、ふれあいアートセンターがある。
- 2016年6月から休館、2016年9月から工事が始まり、当初は2017年3月末までの工期だった。しかし北側の地下1〜2mに水路の遺構が新たに見つかり、保護する計画に変更、余儀なくされた[4]。影響は2017年に第65回の春季県展（5月23日〜5月31日）は昨年の秋に続き新館で行った[5]。

分館
萬翠荘（1922年に旧松山藩主の子孫久松定謨が建てた別邸）は1979年から当時の愛媛県立美術館分館郷土美術館として芸術作品の展示会を使用していたが、2009年4月から指定管理者制度に伴い機能は廃止された。

## 主な所蔵品

モネ 『アンティーブ岬』 1888年

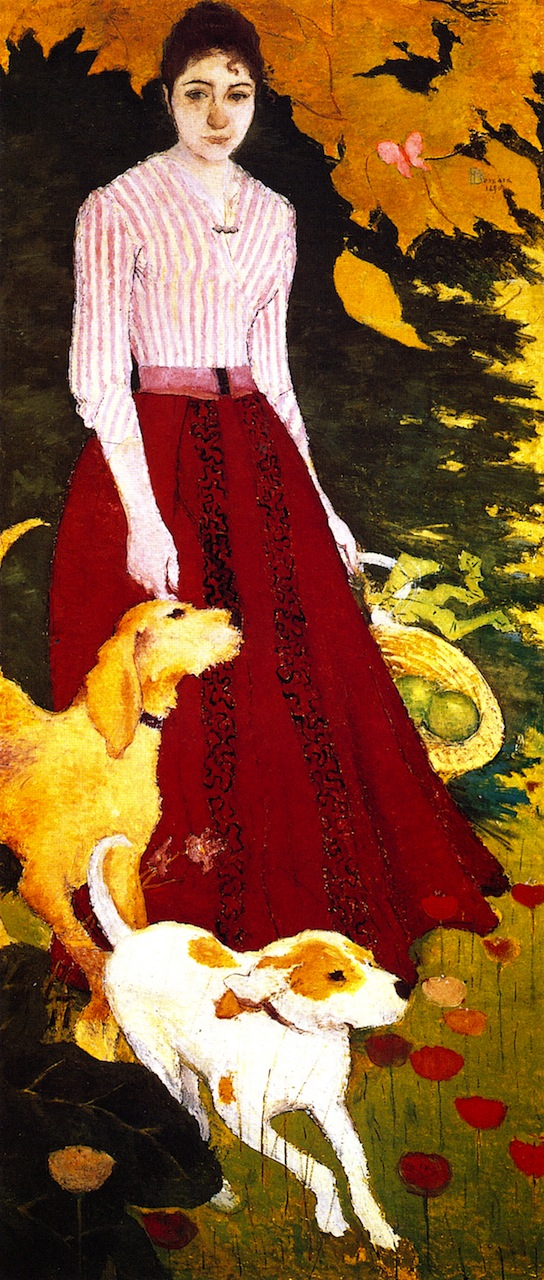
ボナール 『アンドレ・ボナール嬢の肖像、画家の妹』 1890年

### 西洋美術
- ジャン＝バティスト・カミーユ・コロー 「ヴィル=ダヴレー 白樺のある池」 油彩・画布 1855-60年頃
- ウジェーヌ・ブーダン 「ブレスト、停泊地」 油彩・画布 1872年
- クロード・モネ 「アンティーブ岬」 油彩・画布 1888年
- ポール・セザンヌ 「水の反映」 油彩・画布 1888-90年頃
- ピエール・ボナール 「アンドレ・ボナール嬢の肖像 画家の妹」 油彩・画布 1890年
- オディロン・ルドン 「アポロンの馬車」 油彩・画布 1907-08年
- アンドレ・ロート 「マルグリットの肖像」 油彩・画布 1913年

### 日本画
- 松本山雪 「馬之図屏風」 紙本墨画 六曲一隻押絵貼
- 塩川文麟 「梅花書屋図」 紙本淡彩 二曲一隻 1855年（安政2年）
- 梶田半古 「鵯越」 絹本著色 1幅 1892年（明治25年）
- 鈴木松年 「山水図」 紙本金地墨画淡彩 六曲一双 1901年（明治34年）
- 竹内栖鳳 「花の山」 絹本著色 1幅 1905年（明治38年）
- 都路華香 「舞子濱図」 絹本墨画 四曲一隻 明治後期
- 安田靫彦 「守屋大連」 絹本著色 1幅 1908年（明治41年）
- 大智勝観 「蛇が池」 紙本著色 六曲一双 1916年（大正5年）
- 土田麦僊 「柳陰」 絹本著色 六曲一双 1921年（大正10年）
- 山元春挙 「春の海」 絹本著色 六曲一双 1928年（昭和3年）

### 日本洋画
- 岸田劉生　「千家元麿像」　油彩・画布　1913年（大正2年）
- 中村彝　「自画像」　油彩・画布　1916年（大正5年）
- 安井曾太郎　「樹陰」　油彩・画布　1919年（大正8年）
- 坂本繁二郎　「ブルターニュ」　油彩・画布　1923年（大正12年）
- 藤田嗣治 　「立つ裸婦」　油彩・画布　1924年（大正13年）
- 前田寛治　「裸婦」　油彩・画布　1926年（大正15年）
- 海老原喜之助　「幸せな雪の村」　油彩・画布　1930年（昭和5年）
- 野間仁根　「夜の床」　油彩・画布　1928年（昭和3年）
- 野間仁根　「来島水道仲渡島附近」油彩・画布　1967年（昭和42年）

### その他
- 杉浦非水　「三越呉服店　春の新柄陳列会」ポスター　リトグラフ・紙　1914年（大正３年）
- 杉浦非水　「東洋唯一の地下鉄道　上野浅草間開通」ポスター　リトグラフ、オフセット・紙　1927年（昭和2年）

## 利用情報
- 開館時間-9:40〜18:00。入場は17:30まで。
- 休館日-毎週月曜日（祝日及び振替休日に当たる場合は、その翌平日）ただし毎月第一月曜日は開館、翌火曜日が休館。年末年始（12月29日〜1月3日）

## 所在地
〒790-0007
愛媛県松山市堀之内

## 交通情報
JR松山駅前から、道後温泉又は市駅前行き市内電車で5分。「南堀端　愛媛県美術館前」下車、徒歩1分。松山観光港から、リムジンバスで30分。「市駅」下車、徒歩5分。
松山空港から、車で約15分。

## 周辺施設
- 愛媛県立図書館
- 城山公園
- NHK松山放送局
- 松山城